# 질 트레너리
질 앤 트레너리(영어: Jill Ann Trenary, 1968년 8월 1일 ~ )는 미국의 피겨 스케이팅 선수이다. 그녀는 1990년 세계 선수권 대회에서 우승했고 전미국 선수권 대회에서 3연패했다.

## 생애 및 선수 경력
미네소타주 미네통카에서 태어난 그녀는 16세때 카를로 파시와 함께 훈련하기 위해 콜로라도스프링스로 이주했다.트레너리는 1986년에 생애 첫 시니어 국내무대에서 5위를 했다. 트레너리는 1988년 동계 올림픽에서 4위를 했다. 컴펄서리 피겨때문에 트레너리는 1989년 전미국 선수권 대회 프리 부문에서 크리스티 야마구치에게 졌지만, 다시 한번 우승했다. 트레너리는 1989년 세계 선수권 대회에서 동메달을 획득했다. 1990년에, 트레너리는 전미국 선수권 대회와 세계 선수권 대회에서 우승했다. 트레너리가 프로로 전향한후, 톰 콜린즈 투어 오프 챔피언과 얼음 위의 별을 여러번 여행했다.

## 개인 생활
트레너리는 1994년 10월 15일에 영국의 아이스 댄서 크리스토퍼 딘과 결혼했다.